# Cetatea dacică de la Tilișca
Cetatea dacică de la Tilișca, împreună cu așezarea aferentă, se află pe dealul Cățânaș și a fost descoperită în anul 1957.
Cea mai veche locuire a dealului Cățănaș, a fost documentată arheologic în prima vârstă a fierului, civilizația Hallstatt, fazele A, B și C, în secolele XII-VII î. Hr. Atunci a fost ridicat și primul sistem de fortificare, constând din valul exterior al cetății. După o întrerupere de câteva secole, cetatea va fi din nou locuită de daci, începând cu secolul al III-lea î.Hr. Din secolul I î.Hr., sistemul de apărare fortificat moștenit, de la cetatea hallstattiană, a fost refăcut și amplificat, prin consolidarea și înălțarea bordurii platoului superior. A mai fost amenajată o altă intrare "în clește", pe latura nord-vestică.
A fost construit și turnul locuință și amenajate zeci de terase, în principal pentru apărare, dar și pentru locuire. Cetatea  devine astfel un centru fortificat al statului dac, cu o activitate meșteșugărească remarcabilă.

## Imagini

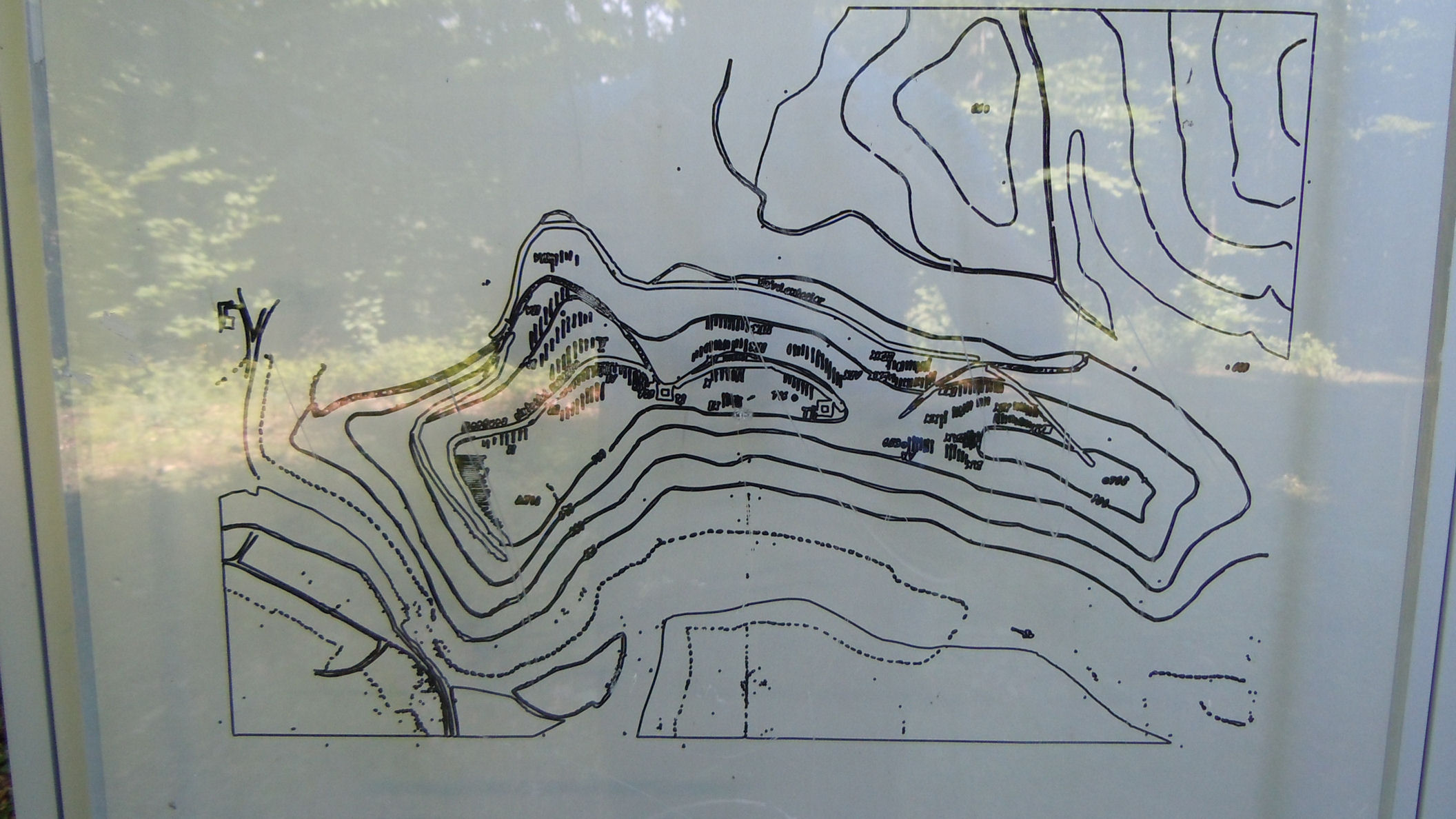
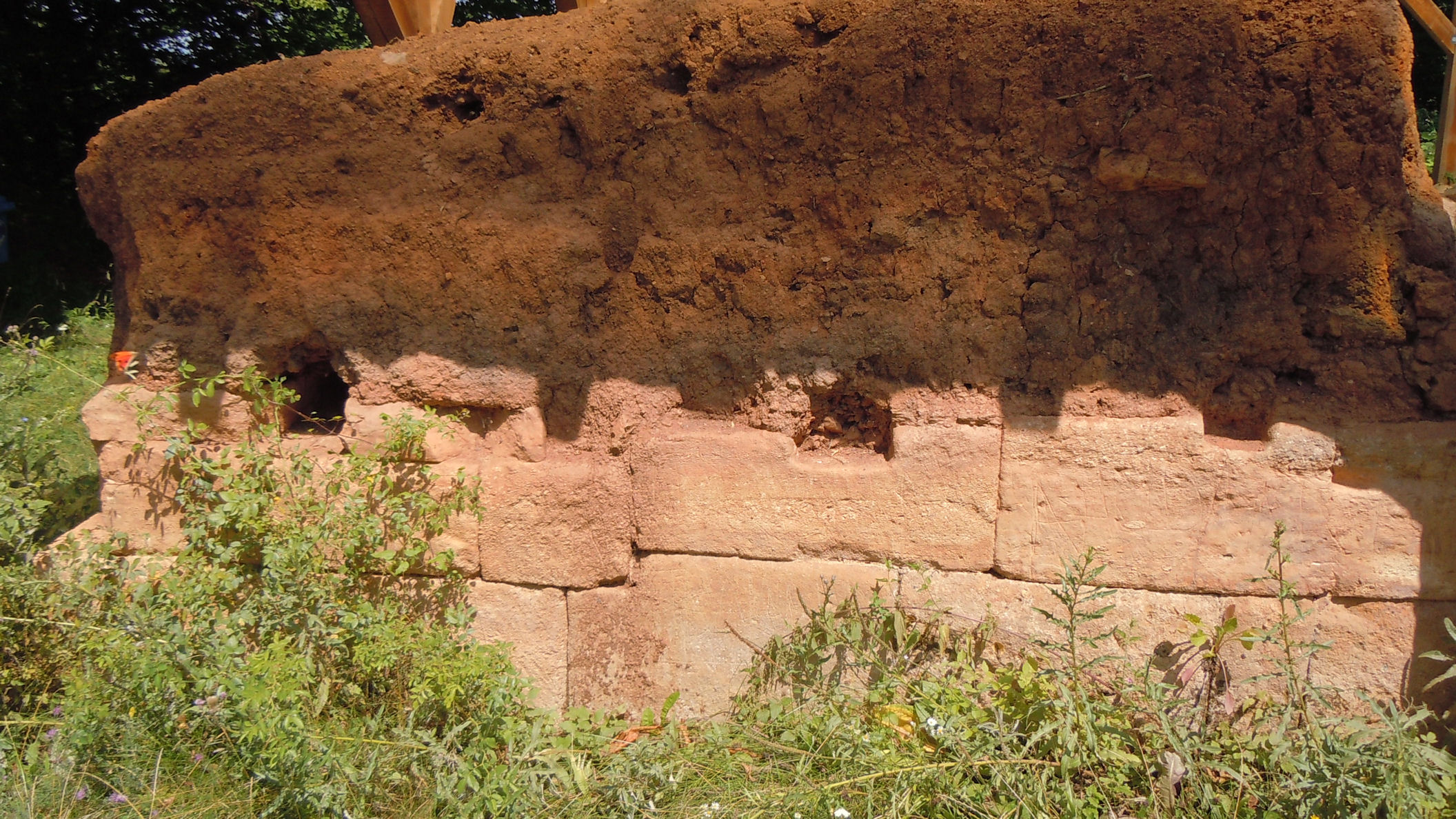
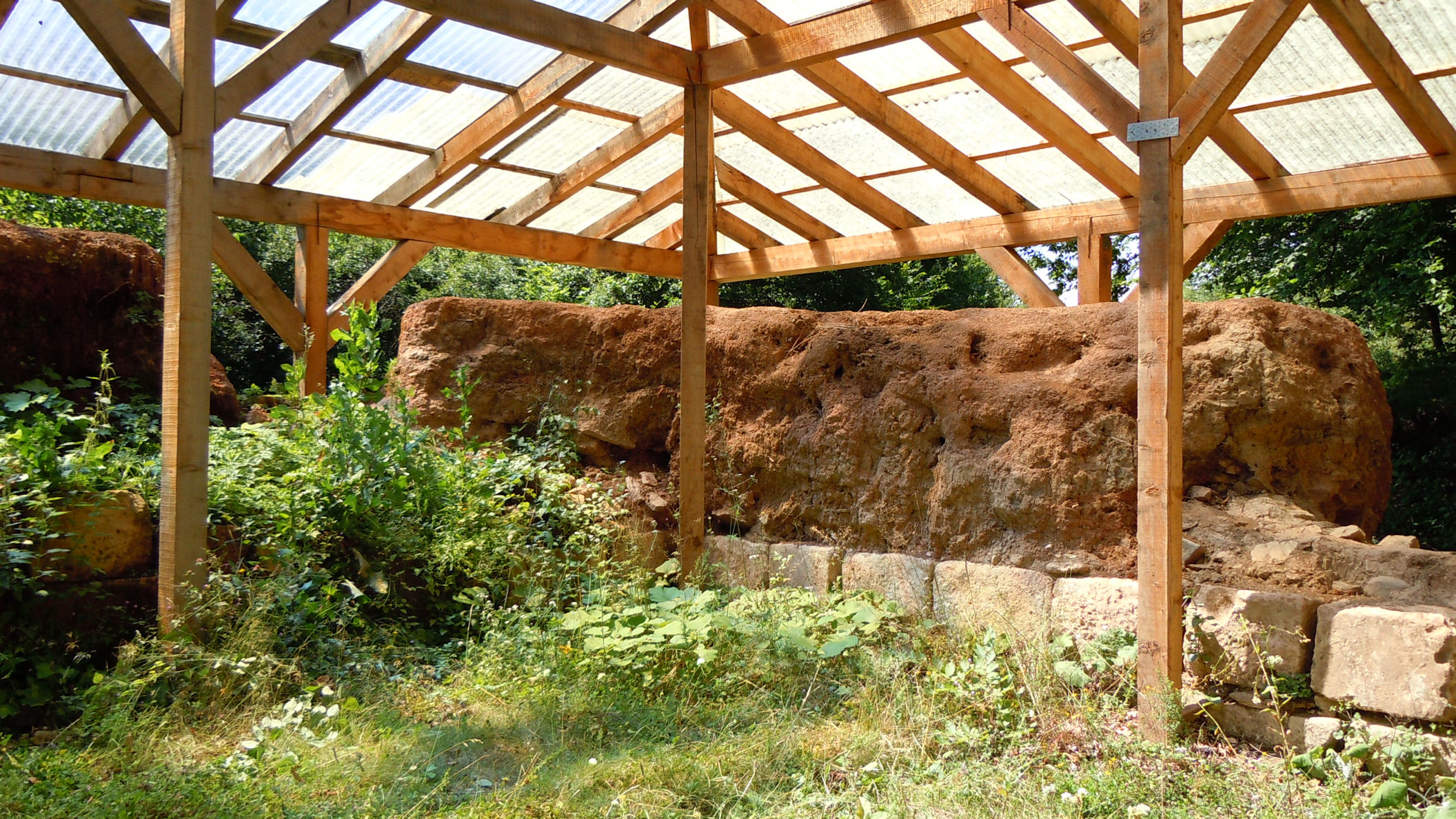
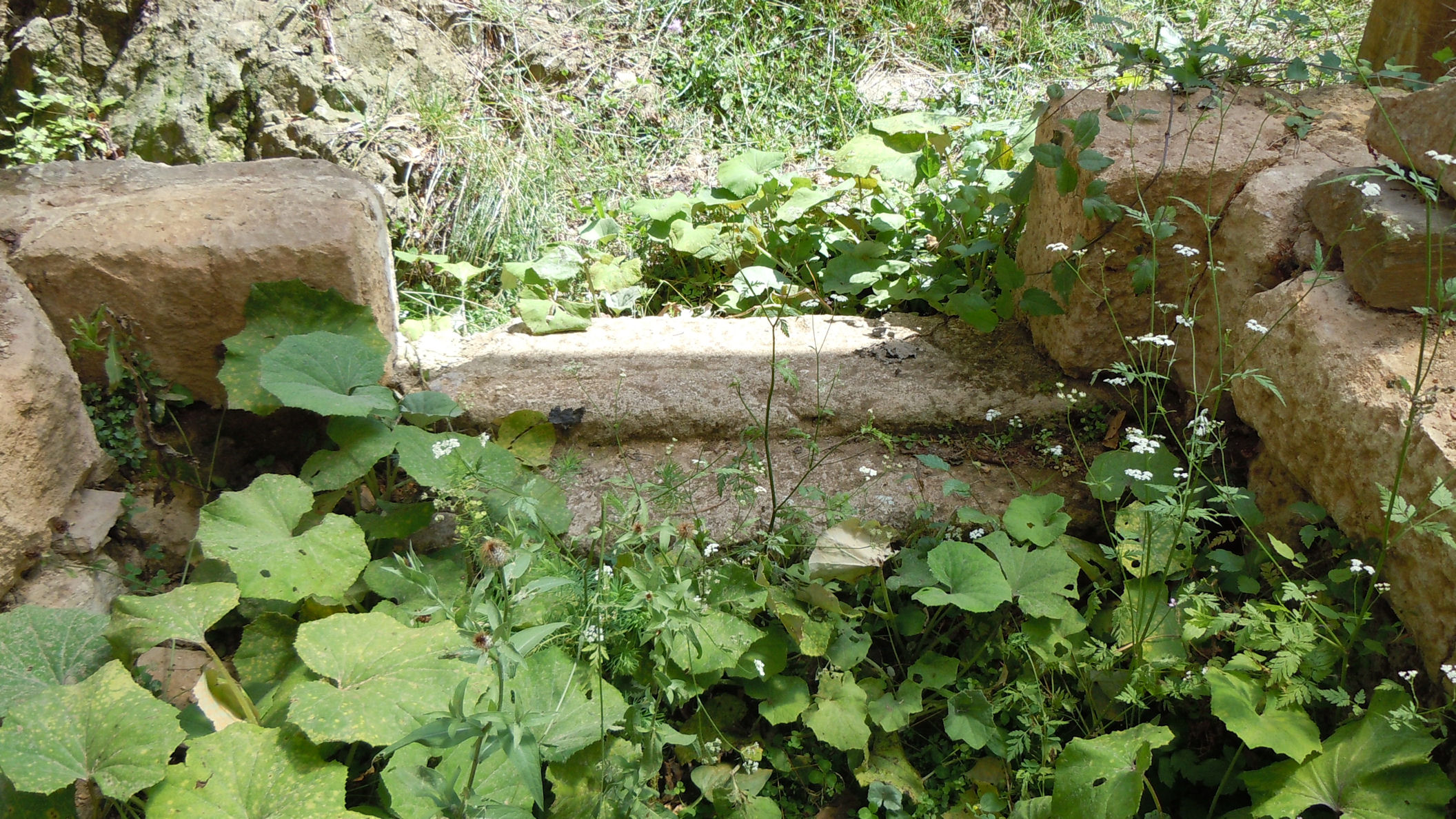
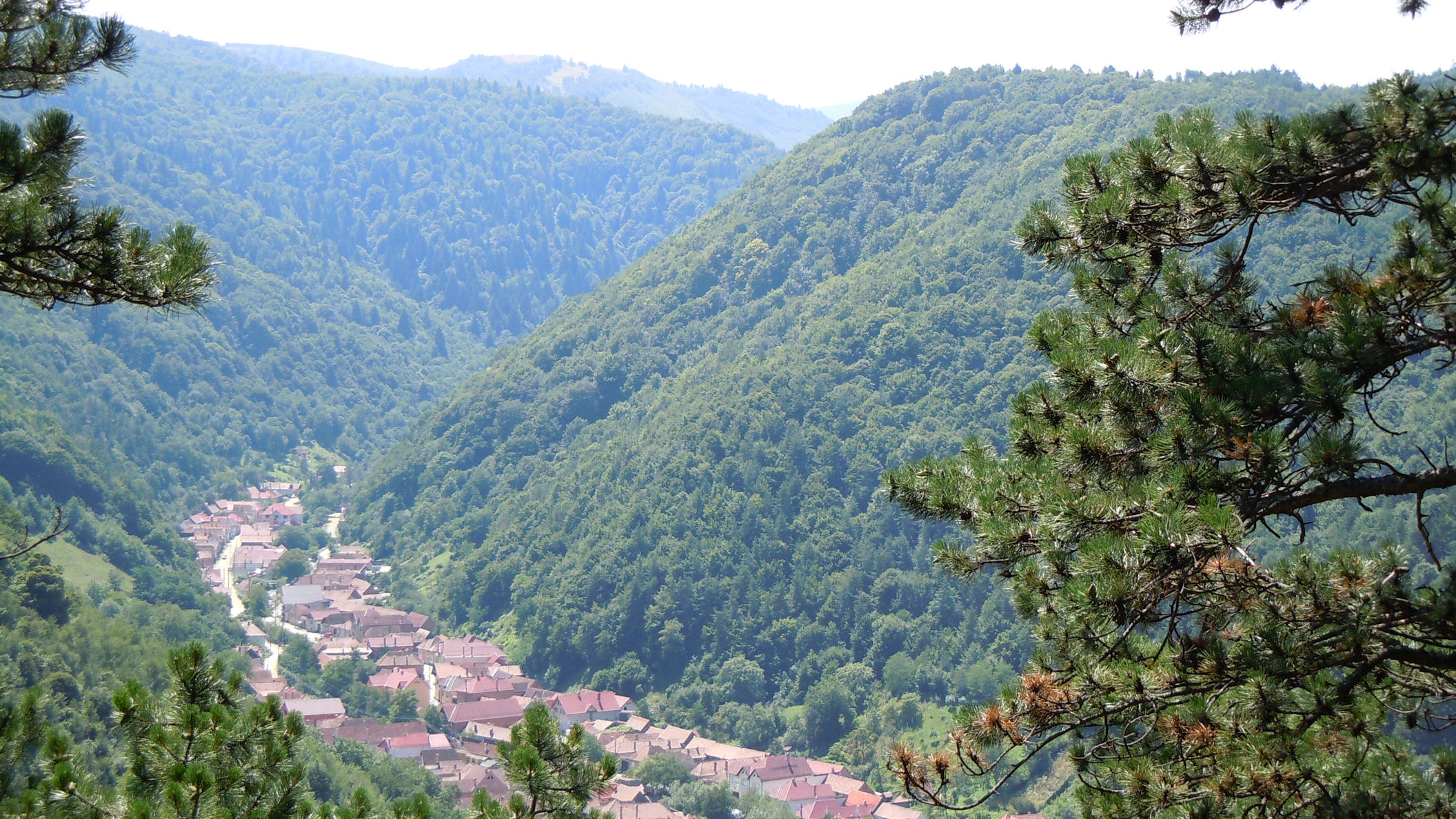